# ویلهلم شیکارد
ویلهلم شیکارد  (آلمانی: Wilhelm Schickard؛ زاده ۲۲ آوریل ۱۵۹۲ درگذشته ۲۴ اکتبر ۱۶۳۵) یک ستاره‌شناس اهل آلمان بود.